# Cyrus Pallonji Mistry

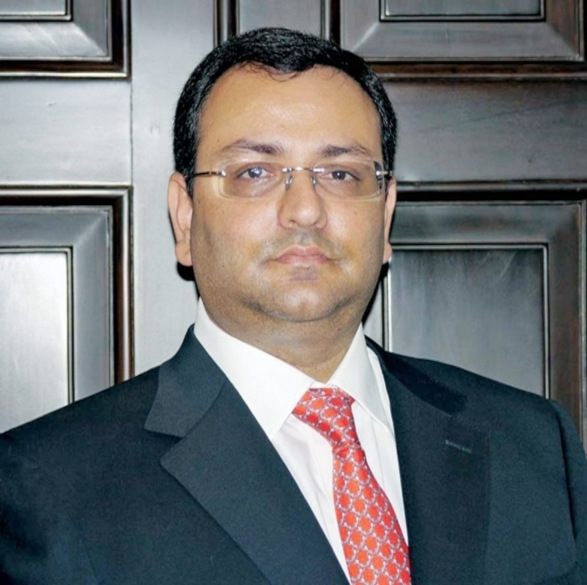
Cyrus Pallonji Mistry (vermutlich 2022)

Cyrus Pallonji Mistry (* 4. Juli 1968; † 4. September 2022 in Palghar nahe Mumbai, Indien) war ein irischer Manager.

## Leben
Mistry war der jüngste Sohn des indischen Bau-Magnaten Pallonji Mistry und seiner irischen Gattin. Er wurde am 28. Dezember 2012 Vorsitzender der Tata-Gruppe, eines indischen Industriekonglomerats. Er war der sechste Vorsitzende der Gruppe und, nach Nowroji Saklatwala, der zweite, der nicht aus der Familie Tata stammte. Der Economist beschrieb ihn 2013 als „den wichtigsten Industriellen in Indien und Großbritannien“. Im Oktober 2016 wurde Mistry abgesetzt und Ratan Tata übernahm kommissarisch wieder die Leitung des Unternehmens.
Mistry starb am 4. September 2022 im Alter von 54 Jahren in Palghar in der Nähe von Mumbai infolge eines Verkehrsunfalls.